# EVE Online
Eve Online (офіційно пишеться великими літерами EVE Online) — масова багатокористувацька відеогра, симулятор космічних кораблів, розроблена компанією CCP Games. Вперше її було випущено в Північній Америці та Європі у травні 2003 року видавництвом Саймон енд Шустер Інтеректів, а з грудня 2003 компанія CCP викупила права на видавництво і почала просувати гру самостійно через Інтернет. 22 січня 2008 року було оголошено, що Eve Online буде розповсюджуватись через сервіс Steam. З 10 березня 2009 року гра розповсюджується також через магазини в коробковому варіанті завдяки компанії Atari.
Світ цієї гри будується на взаємодії гравців в жанрі наукової фантастики в космосі. Гравці керують космічними кораблями, якими вони можуть подорожувати по всесвіту, в якому нараховується понад 7500 зоряних систем.

## Ігровий процес

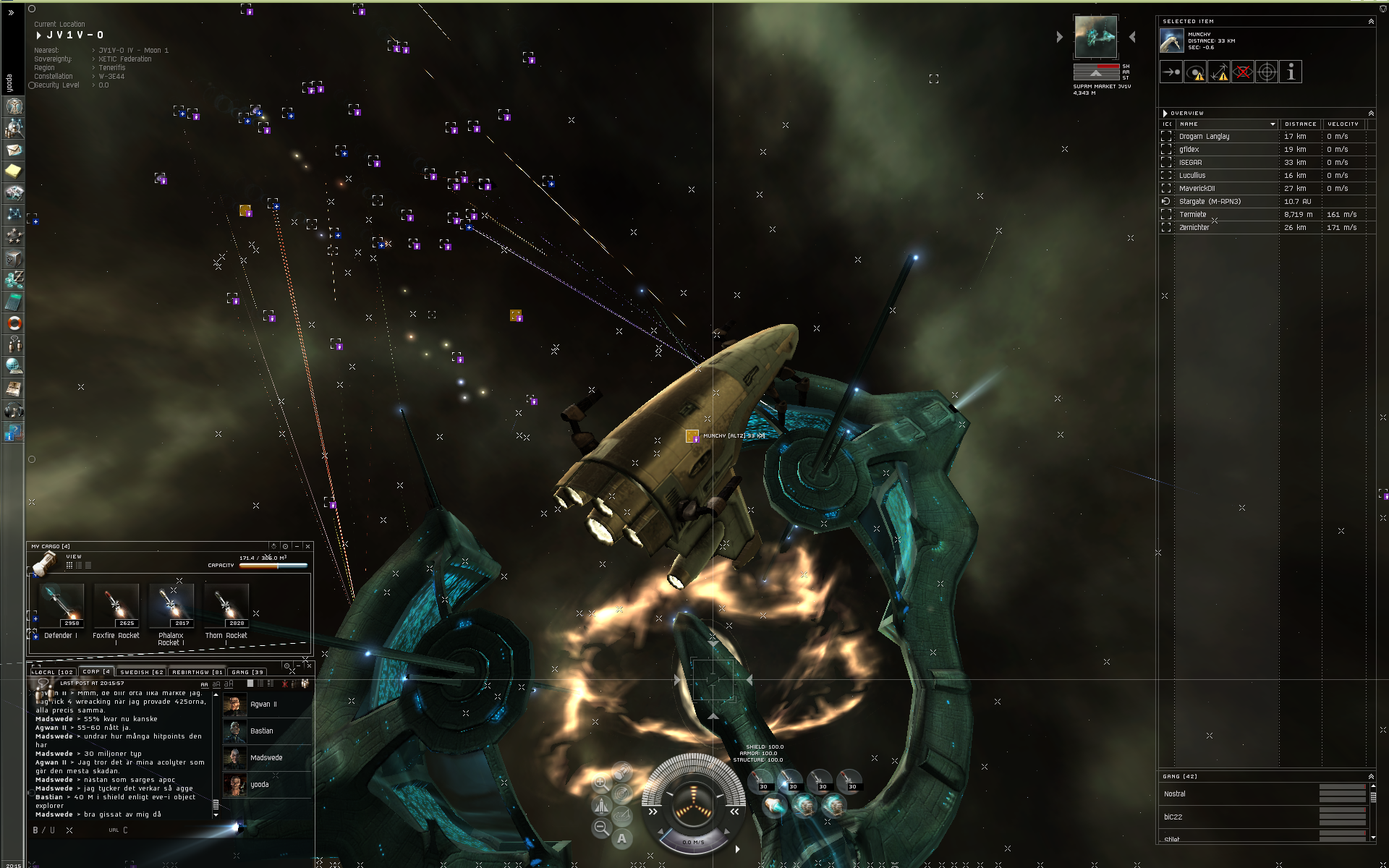
Бій в EVE

### Основи
На початку гравцеві належить обрати фракцію, стать, ім'я та біографію свого персонажа. Риси його зовнішності дозволяється вільно змінювати на розсуд гравця. Після цього обирається академія, від чого залежить розташування регіону космосу, де почнеться гра. Належність до фракції впливає на спеціалізацію кораблів і стартові здібності. Гравець починає з малим учбовим кораблем, а далі може придбати нові. Кораблі завжди видно ззовні, а не з кабіни чи містка, як в багатьох подібних симуляторах.
Більшість зоряних систем з'єднані між собою мережею міжзоряних брам. У кожній може бути одна брама, або кілька. В зоряній системі можна знайти декілька різноманітних об'єктів, наприклад: супутники, планети, космічні станції, чорні діри, астероїдні пояси, космічні станції. Системи наділені рівнем безпеки — в безпечних діє поліція, котра зупиняє та штрафує агресорів. У порівняно безпечних можуть діяти оборонні споруди, а агресори також отримують штрафи. В небезпечних всі можуть атакувати всіх, однак там знаходяться найцінніші ресурси. Гравці теоретично не обмежені в польотах, від самого початку вони здатні досягти будь-якої точки ігрового всесвіту, якщо не будуть атаковані ворогами.
Кораблі можуть літати на крейсерській швидкості і варп-швидкості. Крейсерська невисока, проте дозволяє здійснювати маневри та різні дії. На варп-швидкості корабель стрімко летить по прямій, але не може виконувати яких-небудь супутніх завдань. Перебуваючи на космічній станції, гравець може відвідати своїм персонажем каюту та різні приміщення, де дозволено торгувати, отримувати завдання тощо. Поки він знаходить на станції, він і його кораблі невразливі.
Гравці Eve Online мають можливість займатися різноманітними внутрішньоігровими професіями та справами, наприклад розробкою корисних копалин, виробництвом, торгівлею, розвідуванням та війною (як проти комп'ютера так і проти інших гравців). Така гама можливостей реалізується за рахунок системи розвитку персонажа, що основана на освоєнні вмінь по проходженню певного реального часу, незалежно від того чи знаходиться гравець у грі.

### Розвиток персонажа
На відміну від інших багатокористувацьких онлайнових ігор, гравець в Eve Online розвивається постійно шляхом вивчення вмінь у пасивному режимі. Кожне вміння може відкрити доступ до нових кораблів, оснащення, дати бонуси. Воно поступово вдосконалюється незалежно від активності гравця, навіть коли він вийшов з гри. Проте вміння відрізняються за складністю (рангом), а відповідно і тривалістю часу, що необхідна для їх вивчення — щонайбільше до кількох місяців. Самі ж вміння мають 5 рівнів і кожен наступний рівень потребує більше часу на вивчення, ніж попередній. Гравці можуть задати чергу вивчення вмінь аби спланувати розвиток. Усі вміння доступні кожному, хоча вибір фракції впливає на їх початковий набір.

### Економіка
На замовлення кораблів, їх вдосконалення та ремонт витрачають корисні копалини. Після видобутку вони мусять бути очищені на заводах, аби використовуватись. У грі все можна купити чи продати. Для ефективного ведення торгової діяльності необхідно освоїти відповідні вміння. Складність ринку така, що в штаті CCP Games навіть працює власний доктор економічних наук, котрий відстежує ринок і раз в квартал складає економічний звіт по ньому.
Ринок гри формується самими учасниками. Відомі акції ігрових спільнот по блокуванню видобутку ресурсів, необхідних для отримання палива, що призводили до його подорожчання в кілька разів. На цьому ж ринку знаходяться в обігу PLEX — (ліцензії на оплату), які можна придбати за реальні гроші. Можна офіційно купити PLEX і потім продати його за внутрішньоігрову валюту — EVE ONLINE ISK.
Гравцям дозволено засновувати корпорації, а корпорації об'єднуються в альянси.

### Бої
Кораблі атакують ворогів збройними модулями: лазерними, балістичними та гібридними. Зброя буває ближньої та дальної дії, а на шанс її влучання та силу атаки впливають характеристики як самої зброї, так і ворога. Для гармат враховуються розмір ворожого корабля (сигнатура), швидкість його руху, розмір гармати та її параметри: оптимальна дистанція ведення вогню, ефективна дистанція ведення вогню і швидкість стеження гармати. На відміну від гармат, ракети мають такі параметри як швидкість польоту, дальність польоту, радіус вибуху і швидкість вибухової хвилі. Зброя має тип атаки, а кораблі — опірність їм: електромагнітна, теплова, кінетична і вибухова. Кожен модуль може вести вогонь лише по одній цілі, але загалом гравець може вказати їх кілька.
У бою також допомагає оснащення, таке як засоби радіоелектронної боротьби, що зменшують ефективність ворожої зброї чи й зовсім вимикає її.

## Світ гри

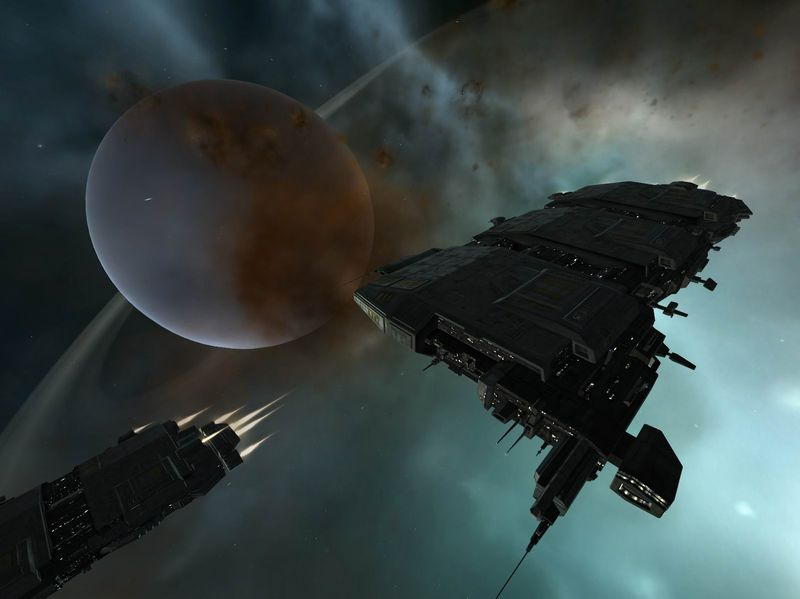
Вантажний корабель Каладрі

Події Eve Online відбуваються в далекому майбутньому у віддаленому регіоні космосу під назвою Новий Едем. Задовго до початку подій гри люди колонізували тисячі планет, однак бюрократія гальмувала правовий статус і колонізацію нових світів. У 7703 році було знайдено кротовину, власне «EVE» (укр. Єва), крізь яку в нерозвідані регіони могли подорожували космічні кораблі. Було збудовано браму, що стабілізувала кротовину, і крізь неї вирушили колоністи. Їм було даровано право привласнювати нововідкриті зоряні системи, тож регіон, названий Новим Едемом, швидко заселили шукачі кращого життя.
Проте в 8061 кротовина раптово закрилася. Колонії занепали, відкотившись у розвитку. Земляни стали легендарною цивілізацією, а їхні технології — реліквіями. Минали тисячі років і населення планет поступово знову виходило в космос. Люди Нового Едему поділилися на низку фракцій: імперію Амарр, Державу Калдарі, Федерацію Галленте, Республіку Мінматар та імперію Джові. У боротьбі за ресурси між ними спалахнула війна, що закінчилась укладенням хиткого миру в 23236 році. З цього часу було почато нове літочислення YC. Вирішити майбутнє фракцій належить самим гравцям, ведучи дослідження, торгівлю та бої.
Гравці виступають в ролі еліти своєї фракції, безсмертних пілотів «капсулерів», свідомість яких в разі загибелі переміщується в тіло клона.

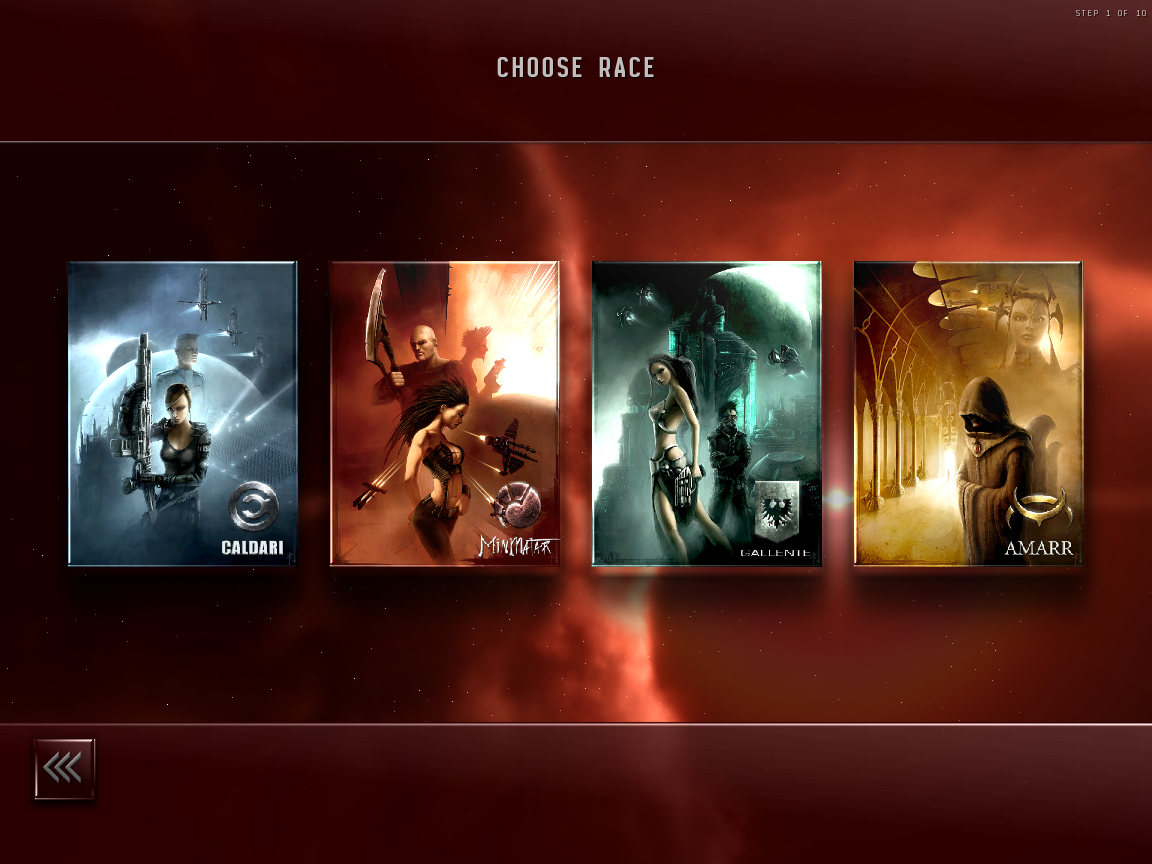
Чотири грабельні фракції EVE Online

- Чотири грабельні фракції EVE OnlineІмперія Амарр (англ. Amarr Empire) — це найбільша держава Нового Едему, теократична монархія, очолювана Імператором і п'ятьма родинами, з яких вибирається правитель. Еліта Амарр володіє технологіями продовження життя до 500 років. У цій державі практикується рабство і більшість населення — це поневолені впродовж 2000 років космічної експансії народи різних планет. Близько сотні років тому імперія Амарр зіткнулася з імперією Джові та Галленте, і зазнала поразки. Відтоді Амарр майже не розширюється і має погану репутацію пихатих злопам'ятних людей, але пишається тим, що вона — найбільша держава.
- Держава Калдарі (англ. Caldari State) — капіталістична мілітаристська держава, керована корпораціями. Все в Калдарі належить корпораціям і лише здається в оренду громадянам. Тут панує постійна конкуренція — від військових сутичок до гладіаторських боїв. Калдарі приймає в свої громадяни представників інших фракцій, якщо вони дотримуються законів.
- Федерація Галленте (англ. Gallente Federation) — лібералістська держава, де понад усе цінується особиста свобода та ініціатива. Хоча суспільство дуже контрастне і між багатими й бідними існує величезна прірва, в Галленте кожен громадянин може вибитися в еліту. Федерація Галленте славиться мистецтвом і розвагами. В ній знаходять прихисток ті, кому не подобається життя в інших фракціях.
- Республіка Мінматар (англ. Minmatar Republic) — одна з найчисельніших фракцій, однак, розділена на численні клани. Через минулу експлуатацію природних ресурсів і людей зараз Мінматар перебуває в занепаді. Фракція переважно займається торгівлею і грабіжництвом.
- Імперія Джові (англ. Jove Empire) — малочисельна, проте напрочуд розвинена технологічно фракція. Вона володіє генною інженерією, що дозволяє штучно вирощувати людей і змінювати тіло й інстинкти під різні потреби. В той же час вони потерпають від генетичної хвороби, котра спричиняє втрату бажання жити і це стримує розвиток держави. Джовіани — майстри в дослідженнях і шпигунстві. Їхні технології та розвіддані високо цінуються на ринку. За цю фракцію не можна грати пересічним гравцям.[8]
- Сплячі (англ. Sleepers) — стародавня та могутня фракція, що ховається в кротовинах. Достеменно невідомо чи до цього часу живі які-небудь її представники. Проте іноді можна натрапити на дронів Сплячих, обладнаних надзвичайно високими технологіями.[10]
- Нація Санші (англ. Sansha's Nation) — колись могутня держава, що з допомогою технологій контролю мозку перетворювала людей на безвільних рабів. Еліту складала невелика кількість посилених імплантатами осіб. Як вважалося, Санші було знищено в YC37, проте в YC112 вона знову проявилась і почала напади.[11]
- Кочовики (англ. Drifters) — високорозвинені прибульці, споріднені з джовіанами, що стали нападати на Новий Едем в YC117. Вони зокрема атакували імперію Амарр і вбили її імператрицю. Кораблі Кочовиків невидимі і виявити їх можливо тільки коли ті вже почали напад. Вони нападають з кротовин, куди забирають біологічні та технологічні зразки.[12]
- Триглавський Колектив (англ. Triglavian Collective) — прибульці з ізольованих зон космосу, що з'явились в Новому Едемі в YC120. Колектив володіє розвиненими технологіями, при цьому його культура сильно ритуалізована та має слов'янські риси. Суспільство складають три клади: Перун, Сварог і Велес. Кораблі триглавів оснащені потужними дезінтеграторами — зброєю, досі невідомою в Новому Едемі.[13]

## Оцінки й відгуки
| Агрегатор    | Оцінка                                                                |
| ------------ | --------------------------------------------------------------------- |
| GameRankings | 75% (Exodus) 90 %                                                     |
| Metacritic   | 69/100 (Special Edition) 88/100 (Commissioned Officer Edition) 77/100 |

| Видання        | Оцінка |
| -------------- | ------ |
| Edge           | 8/10   |
| GameRevolution | B+     |
| GameSpot       | 8/10   |
| GameSpy        | [ 22 ] |
| GameZone       | 8.8/10 |
| IGN            | 8/10   |

EVE Online здобула широке визнання.
У рецензії IGN відзначалося, що «Ця гра призначена для всіх, хто хоче мати можливість по-справжньому впливати на ігровий світ навколо них і бути частиною сили, яка формує історію EVE. Ця гра не для тих, хто хоче аби їм казали куди йти і що робити далі, і не для тих, хто просто хоче вийти і когось вбивати. Є наслідки ваших дій, і якщо ви не зможете зрозуміти політичну ситуацію і не навчитеся боротися на цій арені, а також боротися з іншими гравцями зі зброєю, ви не протримаєтесь довго». EVE Online було визнано грою з великим потенціалом з підсумковою оцінкою в 8 з 10.
Згідно GameSpy, «Як і в багатьох ММО, ви в основному отримуєте вигоду з того, у що вкладаєтесь. EVE Online не має реальних цілей, окрім „Роби що-небудь і багатій“ — все інше є продуктом взаємодії гравців. Якщо ви не готові докладати зусиль, слідкувати за ринком ринок, грати в офісну політику і взагалі не вкладати свого вільного часу у гру, у вас просто не вийде розважатись нею. З іншого боку, якщо гіпер-капіталізм без обмежень і Макіавеллівська конкуренція з реальними людьми вас приваблюють, то настала ваша гра».
GameSpot відзначили світ гри, що постійно змінюється і розвивається, складні системи бою та політичних взаємодій, помірність ризиків, можливість для гравців гідно постояти за себе, а також вражаючу графіку, звук та зручний інтерфейс. З головних недоліків перераховувалась крута крива навчання, засилля неочевидних можливостей і загалом невдала спроба достовірно зобразити населений космос.
Гра здобула велику кількість нагород:
- PC Gamer Sweden: Найкраща онлайн RPG 2003 [Архівовано 27 квітня 2006 у Wayback Machine.]
- SuperPlay GULDPIXELN 2003: Онлайн гра року
- 2003 Gamespy: Найкраща графіка
- 2005 MMORPG.com: Найкраща графіка, Найкращі PvP, Вподобана компанія, і Найкраща гра за вибором читачів [Архівовано 19 травня 2011 у Wayback Machine.]
- 2006 MMORPG.com: Вподобана графіка, Вподобані PvE, Вподобана історія, і Вподобана гра [Архівовано 10 квітня 2011 у Wayback Machine.]
- MMORPG Center: Найкраща MMORPG 2009 [Архівовано 6 березня 2016 у Wayback Machine.]
- MMORPG.com: Гра року 2009 [Архівовано 28 листопада 2019 у Wayback Machine.]
- MMORPG.com: 2010 Awards: Гра року [Архівовано 4 березня 2011 у Wayback Machine.]
- Найкраща жива гра 2010, GDC Online [Архівовано 9 серпня 2017 у Wayback Machine.]
- Найкраща нефентезійна MMO 2010, Massive Online Gamer
- MMORPG.com: 2011 Awards: Гра року [Архівовано 28 листопада 2019 у Wayback Machine.]
- MMORPG.com: 2013 Awards: Найкращий ветеран MMO [Архівовано 28 листопада 2019 у Wayback Machine.]
- THE-OP: Найкраща MMORPG з відкритим світом [Архівовано 9 листопада 2018 у Wayback Machine.]
- Повний перелік нагород[недоступне посилання]

## Пов'язані ігри
- Dust 514 — MMOFPS, дія якої розгорталися на поверхні планет Нового Едему, видана для Playstation 3 14 травня 2013 року. Dust 514 була пов'язана з EVE Online — події в них взаємно впливали на становище гравців. Наприклад, альянси EVE Online могли найняти бійців у Dust 514, аби захопити планету. А бійці на поверхні планети могли дати вказівку для бомбардування з орбіти. Гру було закрито 30 травня 2016 року.[25]
- EVE Valkyrie — симулятор бойового космічного літака з видом від першої особи для Microsoft Windows і PlayStation 4, виданий в 2016 році. Гра створена на рушієві EVE Online і передбачає використання системи віртуальної реальності Oculus Rift.[26]
- Gunjacks — аркадний шутер, виданий в 2015—2016 роках для різних систем віртуальної реальності. Гравець керує туреллю, захищаючи космічну станцію від нападів піратів.[27]
- Gunjacks 2: End of Shift — аркадний шутер, виданий в 2016 році для Android-пристроїв з підтримкою віртуальної реальності.[28]
- EVE Echoes — мобільна версія гри.

## Супутня продукція
- «EVE: The Empyrean Age» (2009) — роман Тоні Гонсалеза[29].
- «EVE: The Burning Life» (2010) — роман Гіалті Деніелсона[30].
- «EVE: Templar One» (2012) — роман Тоні Гонсалеза[31].
- «EVE: True Stories» (2014) — серія коміксів[32].

## Виноски
1. 1 2 3 4 5 6  Steam — 2003.
2. ↑  CCP Games (6 березня 2003). CCP Games Press Release: New Release Date for Eve Online: The Second Genesis Announced. ccpgames.com. CCP Games. Архів оригіналу за 2 липня 2013. Процитовано 15 січня 2008. [Архівовано 2007-09-27 у Wayback Machine.]
3. ↑  CCP Games. CCP Games Press Release: Eve Online Available for Download. ccpgames.com. CCP Games. Архів оригіналу за 2 липня 2013. Процитовано 15 січня 2008. [Архівовано 2007-09-27 у Wayback Machine.]
4. ↑  Eve Online Puts the MMO in Steam. 22 січня 2008. Архів оригіналу за 2 липня 2013. Процитовано 23 січня 2008.
5. ↑  Gamasutra. News article «Atari Signs EVE Online Retail Deal». gamasutra.com. United Business Media. Архів оригіналу за 2 липня 2013. Процитовано 10 листопада 2008.
6. ↑  Guðmundsson, Eyjólfur (3 серпня 2007). Econ Dev Blog — Market Overview for Mineral Markets. eveonline.com. CCP Games. Архів оригіналу за 8 вересня 2018. Процитовано 3 вересня 2007.
7. ↑  Apocrypha — EVElopedia — The EVE Online Wiki. Архів оригіналу за 15 січня 2010. Процитовано 2 грудня 2009. [Архівовано 2010-01-15 у Wayback Machine.]
8. 1 2 3 4 5  Introduction to ISK. Т. 1. CCP. 2014. с. 16—460. {{cite book}}: |first2= з пропущеним |last2= (довідка); |first= з пропущеним |last= (довідка)
9. ↑  CCP Games. Eve Online Player Guide, Chapter 6, Skills Guide. eveonline.com. CCP Games. Архів оригіналу за 18 червня 2008. Процитовано 24 лютого 2008. [Архівовано 2008-06-18 у Wayback Machine.]
10. ↑  EVE Evolved: Untangling the mystery of the Sleepers. Engadget (англ.). Архів оригіналу за 26 квітня 2016. Процитовано 1 грудня 2019.
11. ↑  Sansha's Nation - Real Life Science Fiction. EVE Fiction. Архів оригіналу за 16 травня 2021. Процитовано 1 грудня 2019. [Архівовано 2021-05-16 у Wayback Machine.]
12. ↑  Drifters - Real Life Science Fiction. EVE Fiction. Архів оригіналу за 16 травня 2021. Процитовано 1 грудня 2019. [Архівовано 2021-05-16 у Wayback Machine.]
13. ↑  [Compilation] The Lore of the Triglavian Collective. EVE Online Forums (амер.). 28 листопада 2018. Архів оригіналу за 24 липня 2021. Процитовано 1 грудня 2019.
14. ↑  EVE Online for PC. GameRankings. CBS Interactive. Архів оригіналу за 18 січня 2013. Процитовано 29 січня 2013.
15. ↑  EVE Online: Exodus for PC. GameRankings. CBS Interactive. Архів оригіналу за 9 вересня 2018. Процитовано 8 вересня 2018.
16. ↑  EVE Online for PC Reviews. Metacritic. CBS Interactive. Архів оригіналу за 29 грудня 2012. Процитовано 29 січня 2013.
17. ↑  EVE Online: Special Edition for PC Reviews. Metacritic. CBS Interactive. Архів оригіналу за 21 серпня 2018. Процитовано 8 вересня 2018.
18. ↑  EVE Online: Commissioned Officer Edition for PC Reviews. Metacritic. CBS Interactive. Архів оригіналу за 21 жовтня 2018. Процитовано 8 вересня 2018.
19. ↑  Edge (June 2003, p.97)
20. ↑  EVE Online Review. Gamerevolution.com. Архів оригіналу за 12 жовтня 2015. Процитовано 29 жовтня 2013.
21. 1 2  Capozzoli, Nick (26 листопада 2013). EVE Online Review. GameSpot. Архів оригіналу за 25 листопада 2013. Процитовано 27 листопада 2013.
22. 1 2  GameSpy: EVE Online: The Second Genesis - Page 1. Pc.gamespy.com. Архів оригіналу за 24 лютого 2021. Процитовано 29 жовтня 2013.
23. ↑  Lafferty, Michael (10 квітня 2009). EVE Online: Apocrypha Review. GameZone. Архів оригіналу за 13 квітня 2009.
24. 1 2  EVE Online. IGN. Архів оригіналу за 26 жовтня 2013. Процитовано 29 жовтня 2013.
25. ↑  Phillips, Tom (03.02.2016). Dust 514 will shut down in May. Eurogamer. Процитовано 01.11.2019.[недоступне посилання]
26. ↑  Cross-Platform, Cross-Reality - EVE: Valkyrie - Warzone. www.evevalkyrie.com (англ.). Архів оригіналу за 4 грудня 2019. Процитовано 1 грудня 2019. [Архівовано 2019-12-04 у Wayback Machine.]
27. ↑  Gunjack. Gunjack. Архів оригіналу за 23 листопада 2019. Процитовано 1 грудня 2019.
28. ↑  Gunjack 2 - End of Shift. Gunjack 2 - End of Shift (англ.). Архів оригіналу за 15 листопада 2019. Процитовано 1 грудня 2019.
29. ↑  EVE: The Empyrean Age (EVE Series). www.amazon.com. Архів оригіналу за 24 листопада 2020. Процитовано 28 листопада 2019.
30. ↑  EVE: The Burning Life (EVE Series). www.amazon.com. Архів оригіналу за 21 листопада 2020. Процитовано 28 листопада 2019.
31. ↑  Eve: Templar One (EVE Series). www.amazon.com. Архів оригіналу за 11 листопада 2020. Процитовано 28 листопада 2019.
32. ↑  Dark Horse presents EVE: True Stories – Issue #1 out now!. EVE Online (англ.). 19 лютого 2014. Архів оригіналу за 28 листопада 2019. Процитовано 28 листопада 2019.

## Додаткові посилання
- Official website
- EVElopedia
- EVE Online, каталог посилань Open Directory Project
- List of community sites